# Triumph TR6
Der Triumph TR6 ist ein von 1968 bis 1976 produzierter Roadster des britischen Autoherstellers Triumph. Dank seines guten Preis-Leistungs-Verhältnisses verkaufte sich der TR6 über 94.600 Mal.

## Geschichte
Der Triumph TR6 wurde 1968 vorgestellt. Das Chassis basierte im Wesentlichen auf dem des TR4. Das Design des TR6 entwickelte der in Osnabrück ansässige Karosseriebauer Karmann, nachdem die vorhergehenden TR-Modelle von dem Italiener Giovanni Michelotti entworfen worden waren, der nicht mehr zur Verfügung stand. Die Linienführung der Karosserie des TR6 wurde glatter als die des TR5.
Bis zu seiner Ablösung durch den TR7 im Juli 1976 entstanden insgesamt 96.619 Exemplare. Eine andere Quelle geht von 77.398 US-Vergaserversionen und 13.912 Europamodellen mit Einspritzung aus, insgesamt 91.310 Fahrzeuge, von denen noch 6.500 US-Varianten und 4.500 Europaversionen existieren sollen. (Stand 2014)
Die europäische Version des TR6 (PI benannt = Petrol Injection) hat einen 6-Zylinder-Reihenmotor mit 2,5 Liter Hubraum und mit einer mechanischen Saugrohreinspritzung von Lucas Industries. Er leistet 143 PS, die über ein 4-Gang-Schaltgetriebe übertragen werden. Wegen der Abgasbestimmungen in den USA haben die dort verkauften Modelle einen Motor mit einem Doppelvergaser, der zwischen 98 und 106 PS leistet. Ab 1973 erhielten auch die in Europa ausgelieferten Fahrzeuge einen schwächeren Motor mit einer auf 123 PS gedrosselten Leistung. An der Vorderachse hat der TR6 Scheibenbremsen und an der Hinterachse Trommelbremsen.
Mit dem wahlweise erhältlichen Hardtop konnte der TR6 zu einem Grand-Touring-Coupé (GT) umgewandelt werden.

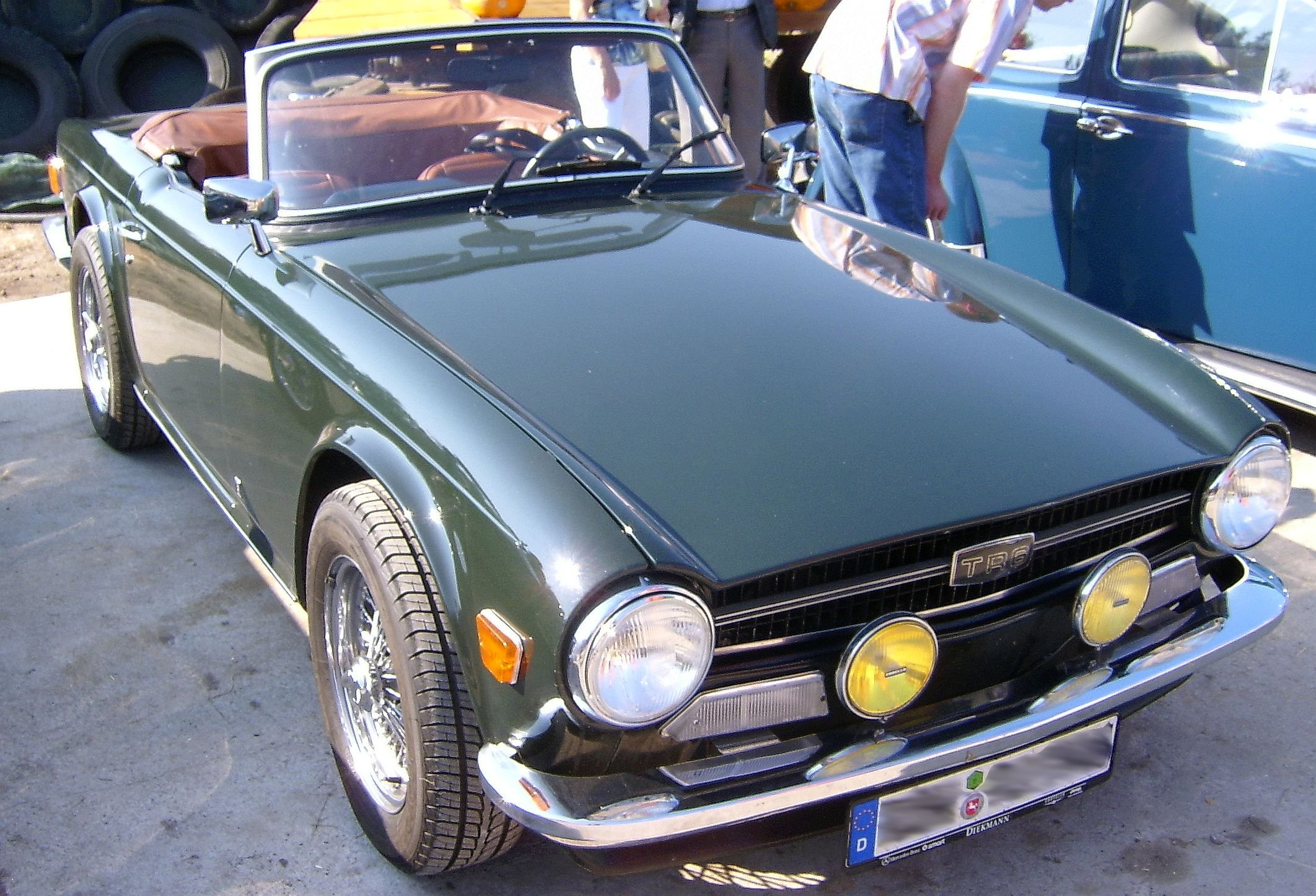
Triumph TR6
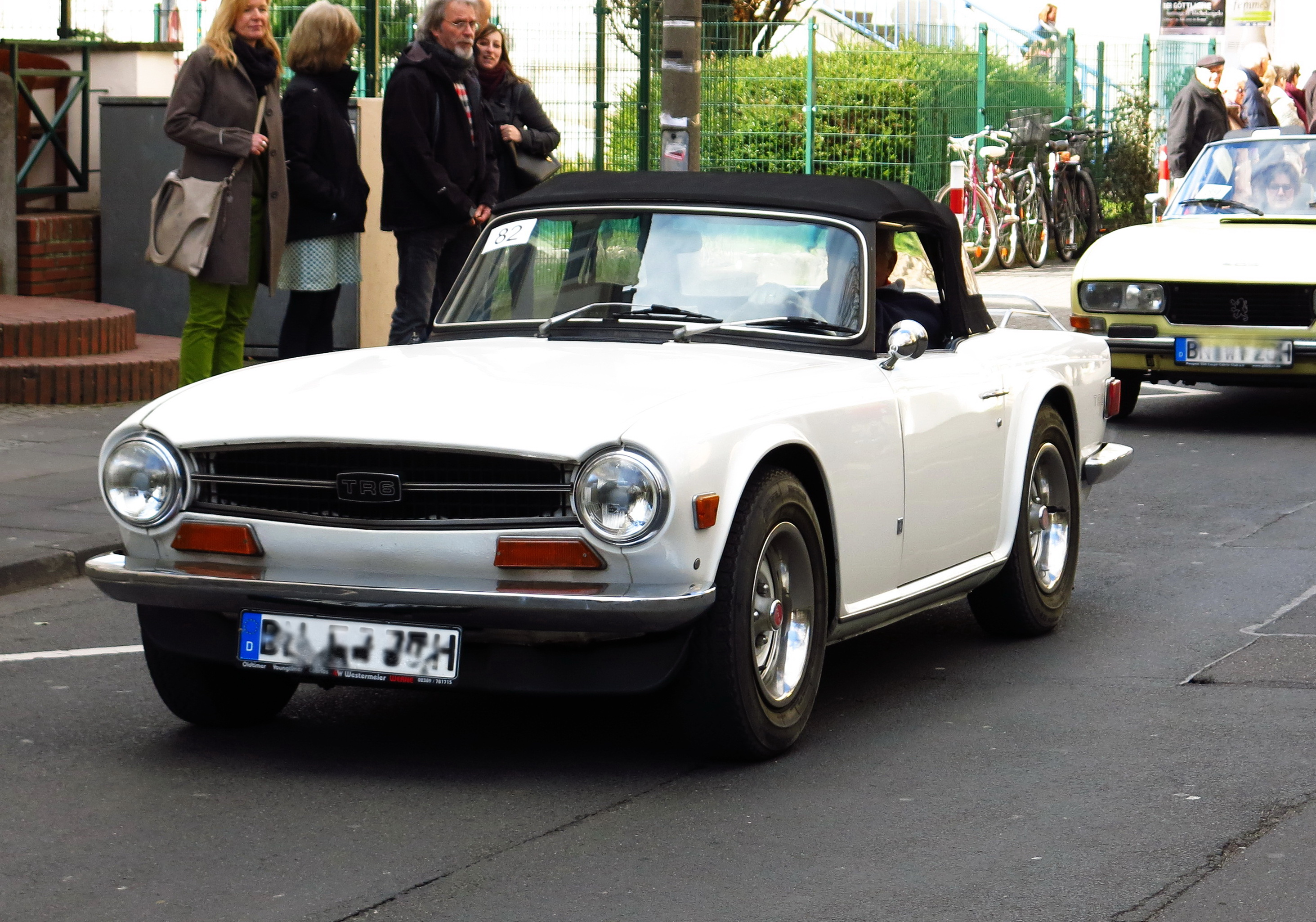
Triumph TR6 beim Oldtimertreffen „Beuel Classics“
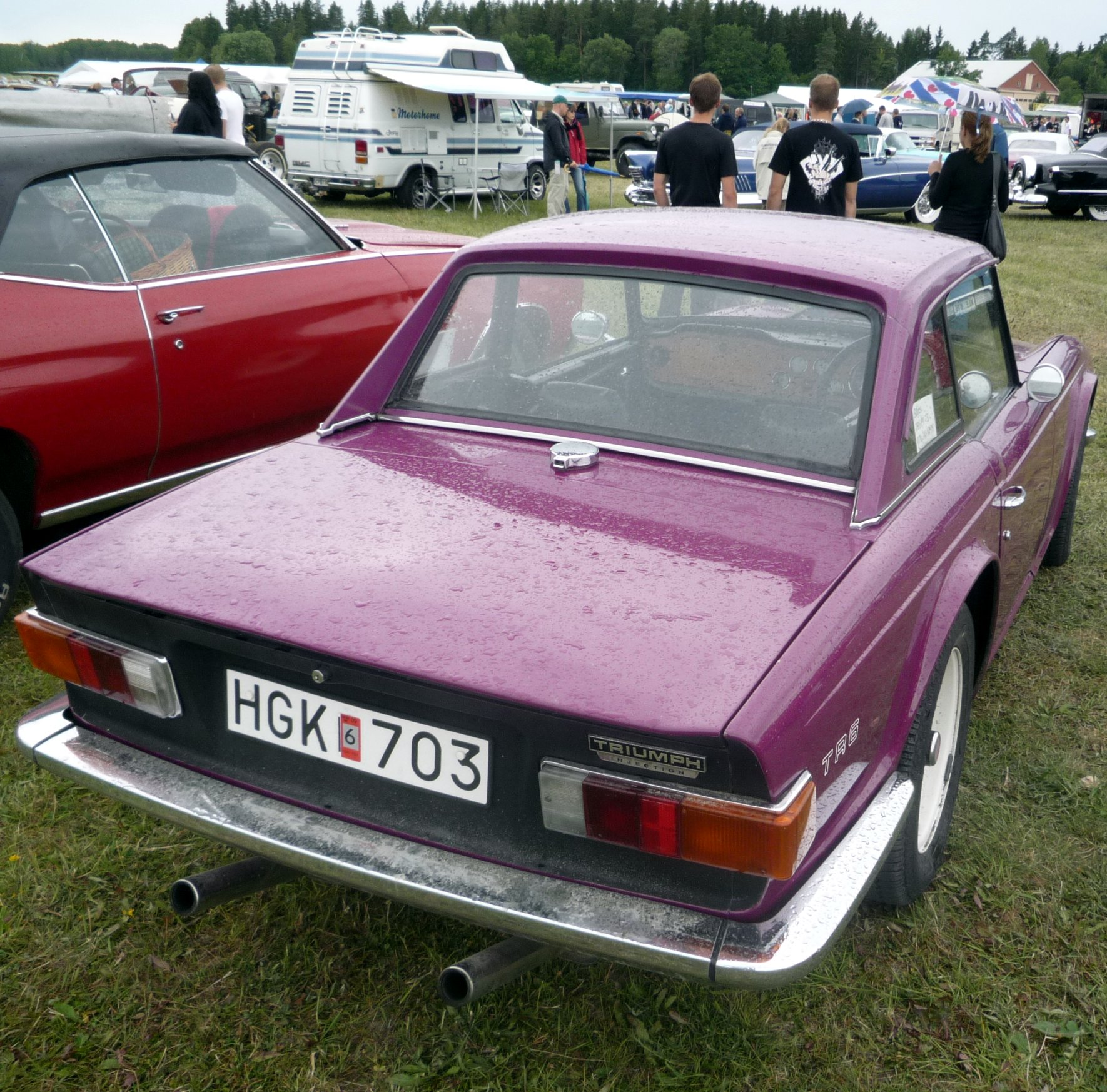
Heckansicht
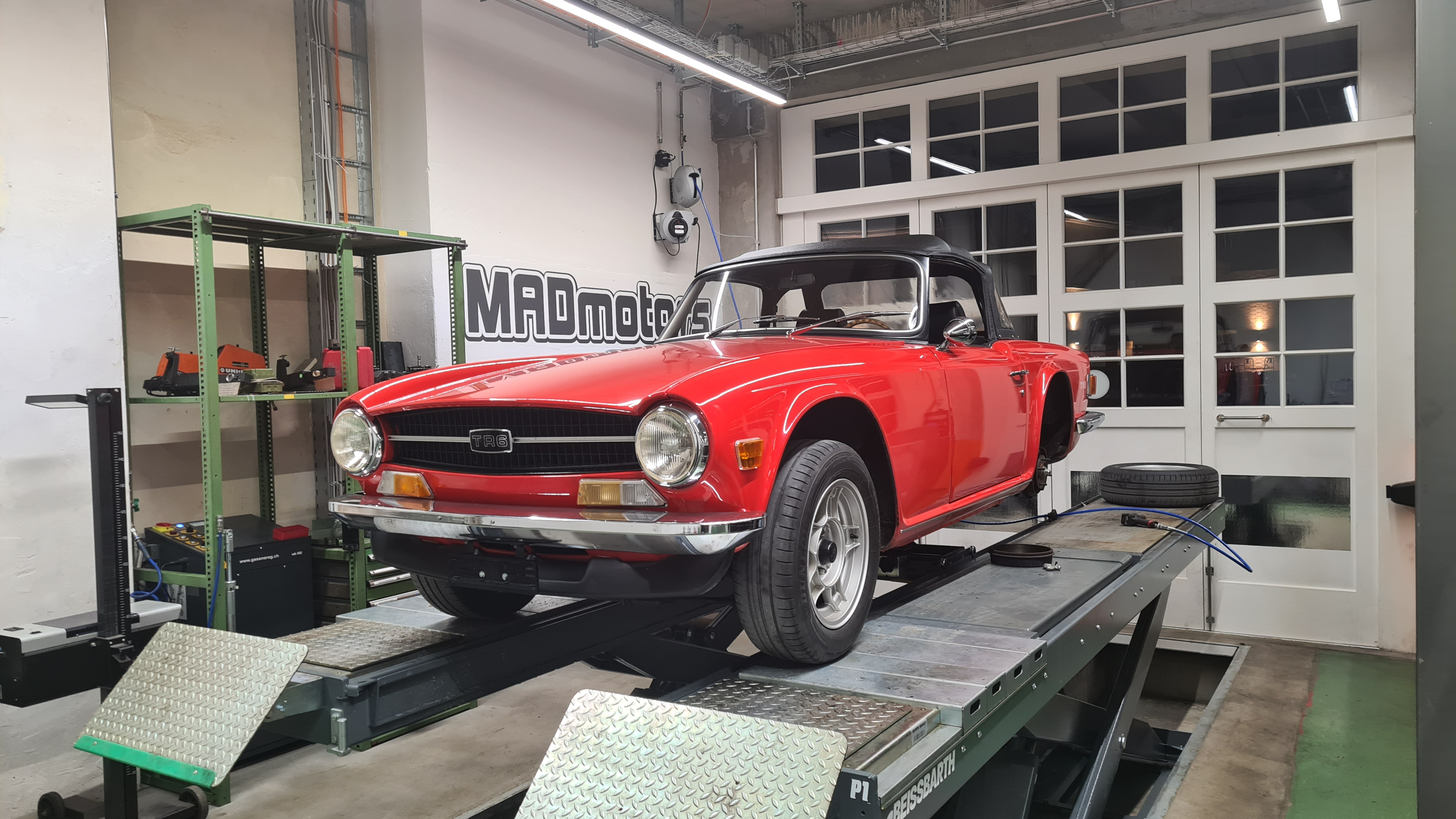
Triumph TR6 – Baujahr 1972 – mit Alurädern ATS 6155
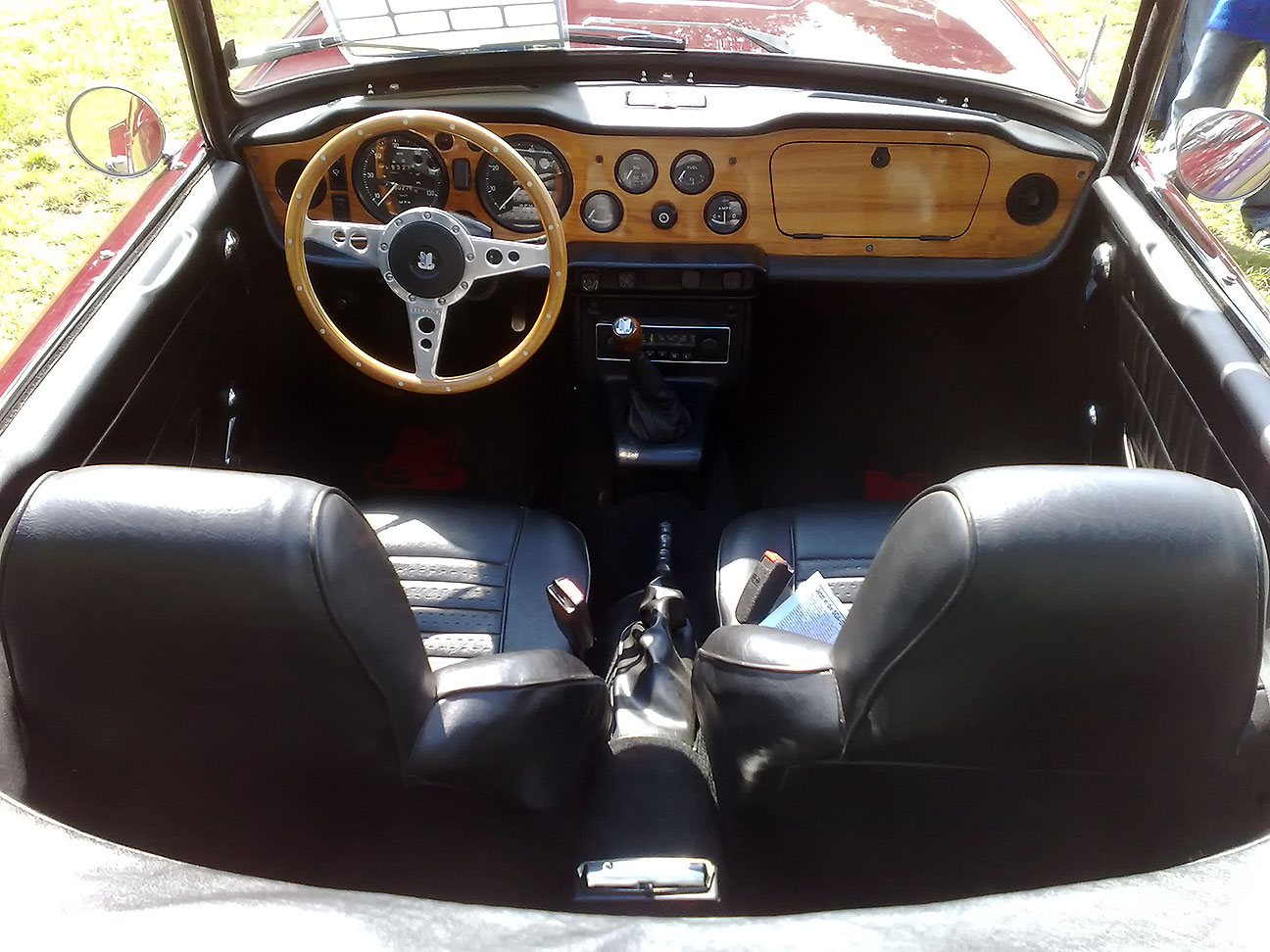
Triumph TR6, Interieur
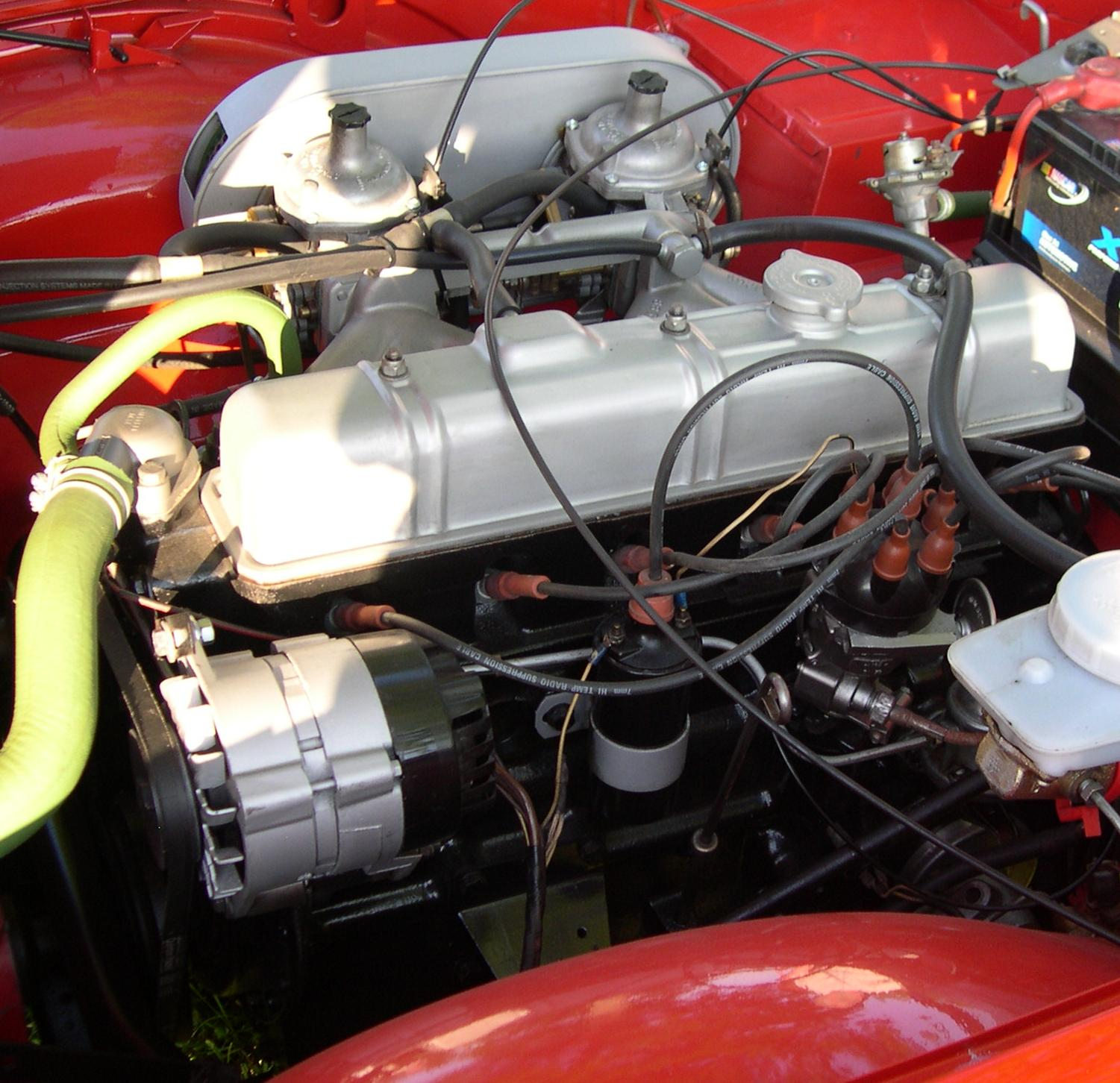
Triumph TR6, Motor